# حرب اللورد دونمور
حرب اللورد دونمور — أو حرب دونمور — كانت صراعًا عام 1774م بين مستعمرة فيرجينيا وقبائل شاوني وشعوب المينغو الأمريكية الهندية.
وكان حاكم فيرجينيا هو جون موراي، الإيرل الرابع لدونمور - اللورد دونمور. وطلب من مجلس نواب فيرجينيا إعلان حالة الحرب مع الشعوب الهندية المعادية واستدعاء قوة ميليشيات نخبوية تطوعية للقيام بهذه الحملة.
ونتج الصراع عن العنف المتصاعد بين المستعمرين البريطانيين، الذي كانوا وفقًا لمعاهدات سابقة يستكشفون ويتحركون إلى أراضٍ جنوب نهر أوهايو (ولاية فرجينيا الغربية وكنتاكي حديثًا) والهنود الحمر، والذين كانو يتمتعون بحقوق بموجب معاهدات للصيد في هذه الأماكن. من وادي أوهايو الأعلى، يكتب جورج واشنطن مقيِّمًا نهر إليجيني في يومياته عن يوم السبت 17 نوفمبر 1770م، «إن الهنود وكذا نساءهم يتمتعون بإتقان إدارة الزوارق وإقامة مخيمات وكبائن الصيد على طول النهر لتسهيل نقل جلودهم عن طريق النهر إلى السوق.»
ونتيجة للهجمات المتتالية من قِبل الهنود الذين يقومون بالصيد ومجموعات الحرب على المستوطنين، تم إعلان الحرب «لتهدئة مجموعات الحرب الهندية المعادية». وقد انتهت الحرب بعد وقت قصير بعد انتصار فيرجينيا في معركة بوينت بليزانت في 10 أكتوبر 1774م.
ونتيجة لهذا الانتصار، خسر الهنود الحق في الصيد في المنطقة ووافقوا على الاعتراف بأن يكون نهر أوهايو هو الحد بين أراضي الهنود والمستعمرات البريطانية.
وعلى الرغم من أن شيوخ القبائل الهندية وقعوا على المعاهدة، فإنه سرعان ما اندلع الصراع داخل الأمم الهندية. وشعر بعض رجال القبائل أن المعاهدة قضت على حقوقهم وعارضوها، واعتقد آخرون أن اندلاع حرب أخرى سوف تعني فقط تكبد خسائر إضافية من الأراضي لصالح المستعمرين البريطانيين الأكثر قوة.
وعندما اندلعت الحرب بين المستعمرين والحكومة البريطانية، سرعان ما اكتسبت أطراف الحرب من الشعوب الهندية مزيدًا من القوة. وقاموا بحشد مختلف الشعوب الهندية لمهاجمة المستعمرين أثناء الحرب الثورية.

## معلومات تاريخية
منذ فترة طويلة، ادعى اتحاد الأوريكيين الحق في المنطقة الموجودة جنوب نهر أوهايو. وعلى الرغم من أن اتحاد الأوريكيين كان أقوى أمة هندية في المستعمرات الشمالية، ادعت قبائل أخرى حقها أيضًا في المنطقة واصطادت في كثير من الأحيان في المنطقة. وكانت مقاطعة أوهايو من أسباب اندلاع حرب السنوات السبع بين فرنسا وبريطانيا، والتي انتهت بتنازل فرنسا عن السيطرة على كامل المنطقة بموجب معاهدة باريس عام 1763م.
وعندما حصل المسؤولون البريطانيون على الأرض الواقعة جنوب نهر أوهايو بموجب معاهدة فورت ستانويكس عام 1768م من شعوب الإيروكوا، رفض هنود أوهايو الذين كانوا يصطادون في هذه الأرض التوقيع على المعاهدة واستعدوا للدفاع على حقوق الصيد الخاصة بهم.
وفي طليعة هذه المقاومة كانت قبيلة شاوني. وكانت هذه القبيلة أقوى القبائل بين قبائل الهنود الحمر المناهضة للإيروكوا. وسرعان ما نظموا تحالفًا من القبائل الهندية الفيدرالية الذين كانوا يعارضون البريطانيين والإيروكوا من أجل فرض مطالبهم. وعمل المسؤولون البريطانيون والإيروكوا على عزل قبيلة شاوني دبلوماسيًا عن الأمم الهندية الأخرى. وعندما اندلعت حرب اللورد دونمور عام 1774، واجهت قبيلة شاوني ميليشيات فيرجينيا بعدد قليل من الحلفاء.
عقب معاهدة عام 1768، بدأ المستكشفون والمساحون والمستوطنون البريطانيون في التدفق على المنطقة.(طالع فندليا (مستعمرة)
وفي سبتمبر عام 1773، قاد صياد غامض يُدعى دانيال بون مع مجموعة من حوالي 50 مهاجرًا في أولى محاولات المستعمرين البريطانيين لإقامة مستوطنة في مقاطعة كنتاكي، فيرجينيا.
وفي 9 أكتوبر 1773، تمت مهاجمة الابن الأكبر لبون الذي يُدعى جيمس ومجموعة صغيرة من الرجال والفتيان الذين كانوا يستعيدون الإمدادات التي تم الحصول عليها من خلال هجمات قامت بها عصابة من ديلويرس والشاونيين والشيروكيين. وقرروا أن «يرسلوا رسالة بمعارضتهم للاستيطان …»  تم أسر جيمس بون وصبي آخر تم تعذيبهما حتى الموت. كما صدموا من وحشية القتل التي واجهها للمستوطنون السابقين على طول الحدود، وتخلت مجموعة بون عن رحلتها.

## معرض صور

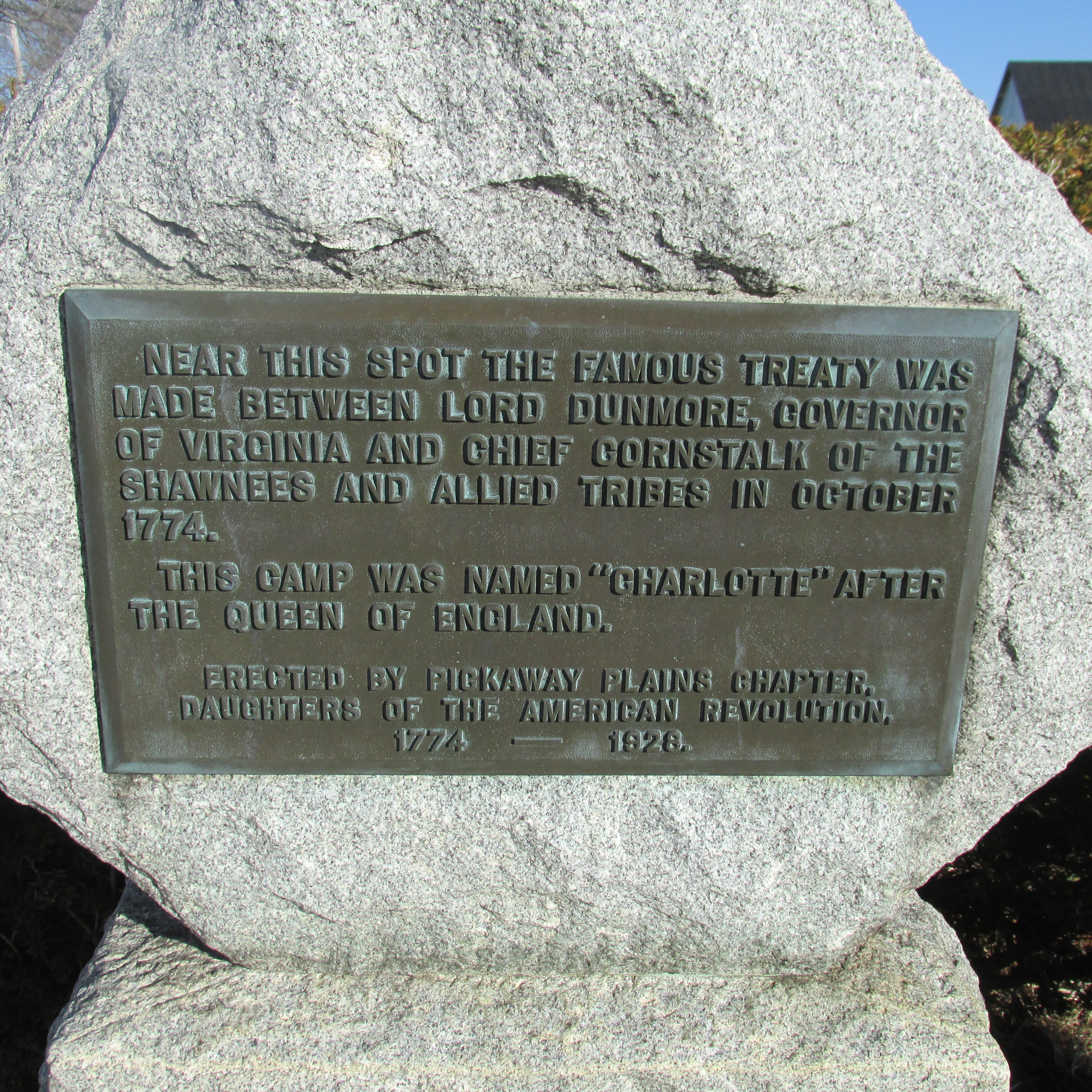
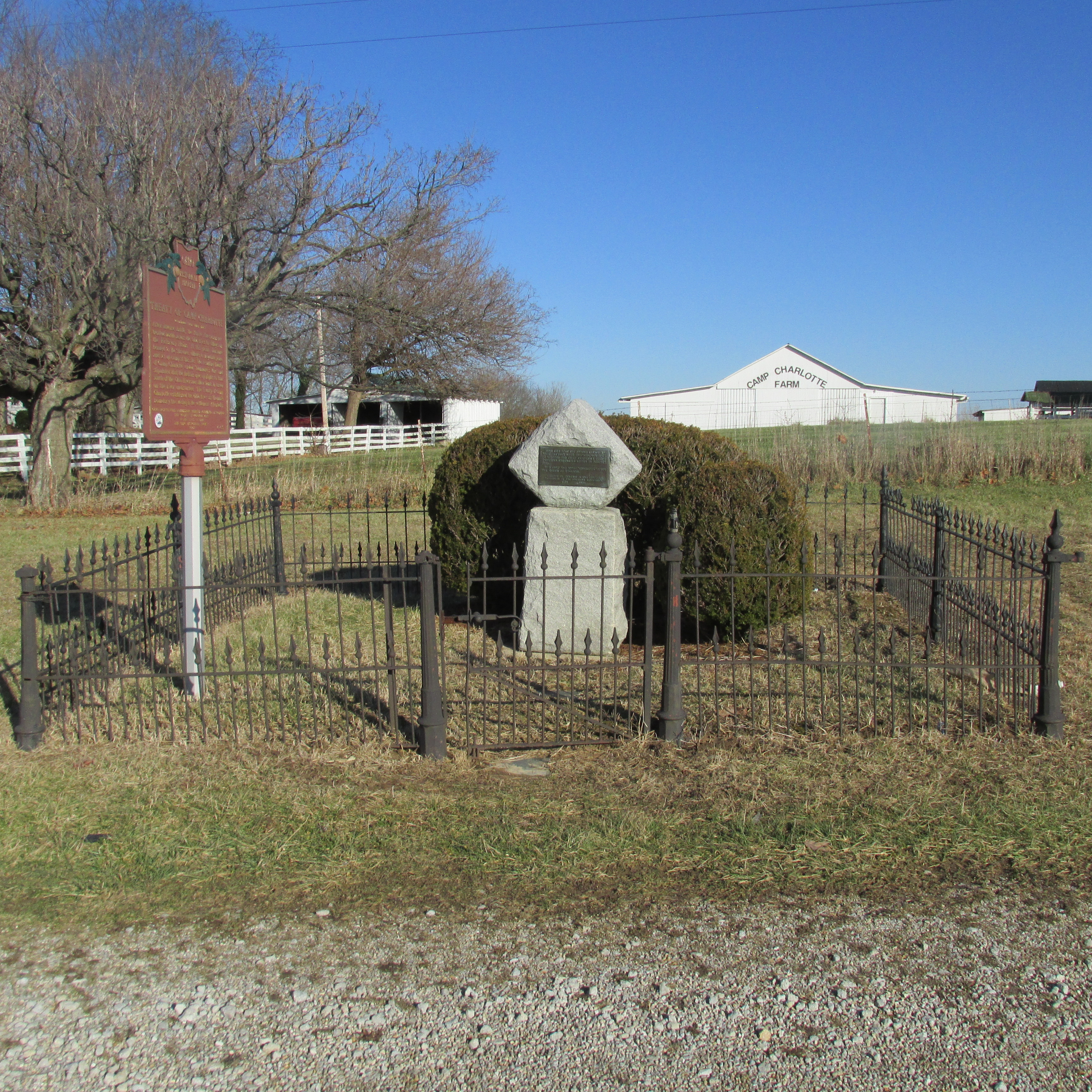
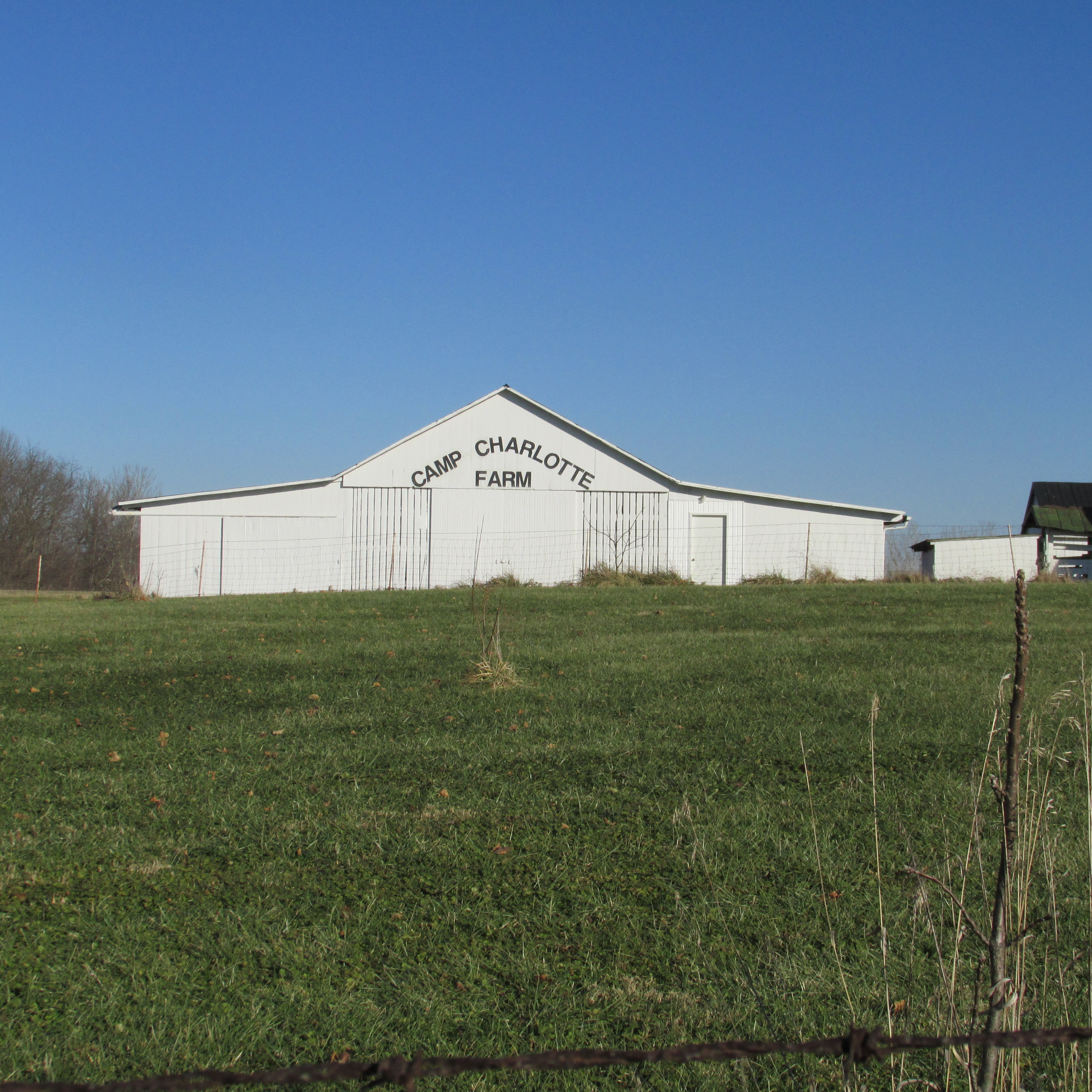